# Poa pentapolitana
Poa pentapolitana är en gräsart som beskrevs av Hildemar Wolfgang Scholz. Poa pentapolitana ingår i släktet gröen, och familjen gräs. Inga underarter finns listade i Catalogue of Life.